# セントラル自動車
セントラル自動車株式会社（セントラルじどうしゃ）は、かつて存在した日本の自動車製造メーカー。トヨタ自動車向けの完成車の製造及び特殊架装を手がけていた。
2012年5月現在の時点で生産されていた車種は、基本的に国内市場専売のE160系カローラ（カローラアクシオ、およびカローラフィールダー）、海外市場専売のヤリスセダン（日本名・ベルタ）の2車種だけである。以前は一部の商用車およびスポーツカー、果てはアメリカ合衆国で展開されているサイオンブランドの車種の生産も手掛けていた。昭和末期頃より相模原工場の閉鎖までに生産された車両は、トヨタ車の中でも個性が強く、生産台数は決して多くない（いわゆる傍流の）車両が主であった。
また、コーチビルダーとしてトヨタ車をベースとした救急車やキャンピングカーの架装も行っていたほか（救急車架装は2001年まで）、北米で生産、販売されるピックアップトラック、タンドラの輸入と、同車ベースのキャンピングカーの販売も行っていた。

## 歴史
1950年（昭和25年）、トヨタ自動車が蒲田工場を閉鎖した際、元従業員の有志を中心に設立された。
相模原工場（旧本社工場）から宮城県黒川郡大衡村の第二仙台北部中核工業団地内に本社並びに工場を移転した。2011年（平成23年）1月から宮城工場（新本社工場）が本格稼動し、輸出用の「ヤリスセダン」（日本名：ベルタ）の生産を開始した。相模原工場（旧本社工場）は3月29日でカローラアクシオの生産を終了して翌日に閉所式を行い、4月11日に宮城工場（新本社工場）への生産機能の全面移管、株主総会後の6月以降に宮城県に法人登記を移転すると報道されていた。しかし、3月11日に発生した東北地方太平洋沖地震（東日本大震災）により宮城工場（新本社工場）が操業を休止したため、全面移管の時期を遅らせ、相模原工場（旧本社工場）で3月受注分のみの生産を行った後、4月下旬に全面移管を行うと発表された。
同社の宮城移転を受け、同工業団地を縦貫する東北自動車道には宮城県が大衡インターチェンジを新設し、国土交通省が三本木パーキングエリアをスマートインターチェンジ化した。また、仙台北部道路と東北自動車道とを富谷ジャンクションで接続し、同工業団地と仙台港や仙台空港との時間短縮がなされた。さらに、仙台港の再整備が行われるなど、同社の宮城移転は多大な影響があった。
神奈川県から宮城県への本社移転に伴って、2009年（平成21年）1月に会社と労働組合との間で移転支援策がまとまったため、約4000人が宮城県に移住すると見られていた。この大量転入により、新本社工場周辺の自治体や不動産業者が様々な移住促進策を繰り広げた。

### 年表
- 1950年 - 創立。
- 1956年 - トヨペット・SKBライトバン生産開始。
- 1957年 - ダイナルートバン、トヨペット・マスターラインピックアップ生産開始。
- 1959年 - トヨタ自動車工業とトヨタ車体が資本参加。
- 1960年 - 関東自動車工業が資本参加、相模原市に工場を移転。
- 1961年 - トヨタ・FS型救急車生産開始。
- 1963年 - パブリカコンバーチブル生産開始（ - 1968年）。
- 1964年 - コロナピックアップ生産開始（ - 1968年）。
- 1965年 - コロナライトバン 生産開始（ - 1987年）。
- 1968年 - 本社を相模原に移転 コロナマークII ピックアップ生産開始（ - 1971年）。
- 1973年 - クラウンバン / ワゴン生産開始 （ - 1983年）。
- 1975年 - カリーナバン生産開始（ - 1987年）。
- 1976年 - 工機部門・田名（たな 相模原市）工場を新設。
- 1977年 - カリーナセダン生産開始（ - 1987年）。
- 1978年 - コロナセダン生産開始（ - 1981年）。
- 1980年 - 創立30周年。社歌を制定（原案：社内公募、補作：石本美由起、作曲：古関裕而、歌唱：三鷹淳）。
- 1982年 - カリーナ・サーフ生産開始 （ - 1987年）。
- 1984年 - MR2生産開始（ - 1999年）。
- 1986年 - 成形部門・宮下工場（相模原市）新設。
- 1990年 - 創立40周年。セラ生産開始（ - 1995年）。
- 1993年 - カルディナワゴン（ - 1997年）/バン（ - 2002年）、ハイエースクルージングキャビン（ - 2000年）生産開始。
- 1995年 - 工機部門・宮城工場（宮城県栗原市。現・若柳工場）を新設。
- 1997年 - ラウム生産開始。
- 1999年 - MR-S生産開始（ - 2007年）。
- 2000年 - 創立50周年。WiLL Vi生産開始（ - 2001年）。
- 2001年 - WiLL VS（ - 2004年）、カローラランクス/アレックス生産開始（ - 2006年）。
- 2002年 - WiLL サイファ生産開始（ - 2005年）。
- 2004年 - トヨタ・bB生産開始（ - 2007年）。
- 2006年 - カローラアクシオ生産開始。2016年現在も「トヨタ自動車東日本」名義（大衡工場）で生産を継続している。
- 2007年 - ヤリスセダン（日本名：ベルタ）生産開始。
- 2007年 - 第二仙台北部中核工業団地（宮城県黒川郡大衡村）への本社及び本社工場の移転を発表。2010年10月稼動予定と報道された[1]。
- 2008年10月1日 - 株式交換によりトヨタ自動車の完全子会社となる（2008年）。
- 2011年 - 宮城県に本社を移転。
- 2012年 - カローラフィールダー生産開始（2015年7月よりトヨタ自動車東日本岩手工場へ移管）。トヨタ自動車東北とともに関東自動車工業に吸収合併され、解散。合併会社であるトヨタ自動車東日本の本社は、当社本社跡地に設置。

#### 宮城移転関連年表

##### 前史
- 1955年（昭和30年）
  - 豊田章一郎が東北大学から工学博士の学位を授与される。
- 1992年（平成4年）
  - 豊田章一郎がトヨタ自動車の代表取締役会長に就任。
- 1993年（平成5年）
  - 11月 - 関東自動車工業が岩手県胆沢郡金ケ崎町（北緯39度12分28.2秒 東経141度5分8.5秒 / 北緯39.207833度 東経141.085694度）に岩手工場（現・トヨタ自動車東日本岩手工場）を竣工。
- 1995年（平成7年）
  - 1月17日 - 阪神・淡路大震災発生。
  - セントラル自動車が、工機部門の宮城工場（後のトヨタ自動車東日本若柳工場、2013年3月31日閉鎖）を宮城県栗原郡若柳町（現・栗原市）に新設。
- 1997年（平成9年）
  - 7月1日 - トヨタ自動車東北（現・トヨタ自動車東日本宮城大和工場）が宮城県黒川郡大和町の第一仙台北部中核工業団地内（北緯38度27分48.1秒 東経140度55分33.3秒 / 北緯38.463361度 東経140.925917度）に設立された。
- 2005年（平成17年）
  - 9月5日・6日 - 岩手県および宮城県が合同で、愛知県刈谷市においてトヨタ自動車グループ各社への展示商談会「いわて・みやぎ自動車技術展示商談会in刈谷」を開催[10]。
- 2006年（平成18年）
  - 7月14日 - 岩手県・宮城県・山形県にある企業・大学・自治体など500以上の団体が参加して「とうほく自動車産業集積連携会議[11]」を設立[10]。
  - 7月31日 - 仙台都市圏環状自動車専用道路の一部である仙台東部道路に仙台港最寄りの（仮称）仙台港ICを設置するため、用地買収に着手[12]。
  - 8月29日・30日 岩手・宮城・山形の3県合同で、愛知県豊田市のトヨタ本社にて「いわて・みやぎ・やまがた新技術・新工法展示商談会」を開催[10]。
- 2007年（平成19年）
  - 5月30日 - 「とうほく自動車産業集積連携会議」に青森県・秋田県・福島県も加わり、東北6県全域を対象とした団体となる[10]。

##### セントラル自動車の本社移転
- 2007年（平成19年）
  - 10月23日 - 第二仙台北部中核工業団地及び近接地に本社・工場を移転すると発表[13][14]。
- 2008年（平成20年）
  - 9月15日 - リーマン・ショックが発生し、世界金融危機が深刻化。
  - 11月 - 第二仙台北部中核工業団地内に44haの土地を取得[15]。
  - 12月22日 - 新本社屋および新工場の起工式を執り行った[1]。
- 2009年（平成21年）
  - 4月7日 - 宮城工場の新工場棟の完工式を挙行[16]。
  - 10月1日 - ミヤコーバス（仙台市）が、東北自動車道経由の特急バス仙台 - 加美線を第二仙台北部中核工業団地を通る経路に変更。「クリエートパーク・セントラル自動車前」バス停を新設。
  - 9月18日 - 東北自動車道・三本木PAに設置したスマートICを供用開始。
  - 10月4日 - 東北自動車道・大衡ICが、本体工事の起工式を挙行して着工した。
  - 11月 - 当社新本社工場向けに東北電力が送電線を延長し、電力の供給を開始した[17]。周辺の関連工場向けにも同様に送電施設を延長・拡充[17]。
  - 12月1日 - 新本社工場の建物完成[18]。
  - 12月18日 - 当社新本社工場やパナソニックEVエナジーなどがある仙台圏北部の3工業団地に仙台市ガス局が天然ガスパイプラインを延長・開通させた[19][20][21]。
  - 12月25日 - 新本社工場の前を通り、国道4号や大衡ICなどと接続する宮城県道57号大衡落合線が全線4車線化[22]。
- 2010年（平成22年）
  - 3月27日 - 富谷JCT等の供用開始により仙台都市圏環状自動車専用道路（ぐるっ都・仙台）が全線開通[23]。これにより、東北地方で生産される完成自動車の89%（2008年実績）を既に取り扱っている仙台塩釜港と、新本社工場との間が高速道路で接続された[24]。
  - 4月1日 - 新本社工場と周辺地域の計152haの住居表示が実施され、造成前の大衡村大衡・奥田・松の平から、セントラルを和訳した日本語に因んで「中央平（ちゅうおうだいら）」に変更[25]。同地に郵便番号981-3609を新規付与[26]。
  - 10月22日 - 仙台都市圏環状自動車専用道路（ぐるっ都・仙台）の利府JCTがフル化。
  - 11月2日 - 仙台港において、雷神埠頭の水深を7.5mから9.0mにする浚渫工事、および、新中野地区モータープールの拡張工事が完成し、年間50万台の完成自動車の積出が可能になった[27]。
  - 11月30日 - 「いわて・みやぎ自動車輸送特区」が認定され、新本社工場と積出港である仙台港との間で運行出来る自動車運搬用トレーラーの全長の上限が、道路法に規定される19m（最大積載台数6台）から21m（同8台）に規制緩和された[28]。
  - 12月17日 - 相模原工場での輸出用の「ヤリスセダン」（日本名：ベルタ）の生産を終了[2]。
  - 12月18日 - 大和ICよりさらに新本社工場に近い大衡ICが供用開始。
- 2011年（平成23年）
  - 1月6日 - 新本社工場が本格稼動。輸出用の「ヤリスセダン」（日本名：ベルタ）の生産を開始[2]。
  - 1月12日13時過ぎ - 新本社工場での第1号車のラインオフ式が行われた[29]。
  - 1月18日 - 新本社工場で生産された輸出用「ヤリスセダン」（日本名：ベルタ）30台が初出荷され、仙台塩釜港（仙台港）から船積みされた[30]。
  - 2月16日 - 新本社工場の開所式が開催され、国内外から約110人の報道陣が集まった[31]。
  - 3月11日 - 東北地方太平洋沖地震（東日本大震災）により操業休止。出荷のため仙台港新中野地区モータープールに集積していた完成車が、津波にのみ込まれて流された。新本社工場の生産ラインや設備の被害は比較的軽微で復旧に時間はかからなったが、仙台市ガス局からの天然ガス供給が停止したため、完成車の生産再開時期が遅れる事態となる[5]。
  - 3月21日 - プレス部品の製造を再開[5]。
  - 4月18日 - 新本社工場の操業再開[6]。
  - 5月16日 - 新本社工場にて「カローラアクシオ」の生産を開始[32]。
  - 6月20日 - 本社所在地を宮城県に移転[33]。
  - 7月13日 - トヨタ自動車の豊田章男代表取締役社長が、関東自動車工業（神奈川県）、トヨタ自動車東北（宮城県）、および当社を2012年（平成24年）7月を目標に統合し、東北地方を中部地方、九州地方に次ぐ国内第3の生産拠点にすると発表した[34][35]。
  - 12月14日 - 3社統合後の社名を「トヨタ自動車東日本」とし、2012年7月1日に経営統合すると発表。
- 2012年（平成24年）
  - 7月1日 - 関東自動車工業に吸収合併され解散するが、合併会社・トヨタ自動車東日本の本社は、当社の本社跡に設置される。これに伴いセントラル自動車宮城工場はトヨタ自動車東日本宮城大衡工場に改称。

## 事業所
- 本社
宮城県黒川郡大衡村中央平1番地（北緯38度28分19.9秒 東経140度53分41.1秒 / 北緯38.472194度 東経140.894750度）
- 工場
  - 宮城工場
宮城県黒川郡大衡村中央平1番地（北緯38度28分19.9秒 東経140度53分41.1秒 / 北緯38.472194度 東経140.894750度）
  - 若柳工場
宮城県栗原市若柳武鎗字生江沢50（北緯38度48分18.8秒 東経141度7分27.2秒 / 北緯38.805222度 東経141.124222度）